# Lac Orestiáda
Le lac Orestiáda, en grec moderne : Λίμνη Ορεστιάδα également appelé lac de Kastoria (λίμνη της Καστοριάς), est un lac naturel du district régional de Kastoria en Macédoine-Occidentale, Grèce.
Il est situé au nord-ouest de la Grèce au milieu duquel la ville de Kastoriá est construite « comme une île ». Il est situé à une altitude de 630 m, a une superficie de 28,6 km2, un bassin versant de 253 km2 et il est le onzième plus grand lac de Grèce. Sa profondeur varie de 1,4 à 12 mètres et sa température moyenne est de 22 degrés Celsius. Le lac a de nombreux apports d'eau de l'ouest et un écoulement vers le fleuve Aliakmon. 
Auparavant, le lac était entièrement entouré par l'affleurement rocheux, formant ainsi une île. La longueur de ses rives est d'environ 30 kilomètres et son volume d'eau est de 100 000 000 m3.  
Une des caractéristiques du lac est qu'il gèle une quinzaine de jours par an. Autrefois, la glace était si épaisse que des wagons chargés de marchandises passaient dessus.